# Защитники (Marvel Comics)
«Защи́тники» (англ. Defenders) — название нескольких групп супергероев Marvel Comics. Обычно они не воспринимаются как одна команда, но все они в курсе планов друг друга, которые обычно заключаются в сражениях с мистическими и сверхъестественными угрозами.
Оригинальный и самый популярный состав Защитников включает в себя Серебряного Сёрфера, Нэмора и Халка во главе с Доктором Стрэнджем. Впервые в качестве Защитников они появились в Marvel Feature № 1 (декабрь 1971). Оригинальный состав Защитников считается одной из самых мощных команд супергероев во Вселенной Marvel, так как обладает невероятными силами.

## История публикаций
Оригинальная серия издавалась с 1971 по 1986 год. Позже публикация была запущена под названием The New Defenders, но оригинальный состав был полностью изменён. Концепт был снова изменён в 1993—1995 в серии Secret Defenders, в которой Доктор Стрэндж собирал новую команду для каждой отдельной миссии. В 2000—х Marvel опубликовала новую серию комиксов с изображением классической команды Защитников.

## Вымышленная биография
Биографию Защитников можно проследить по двум кроссовер-сериям, написанных Роем Томасом, до официального основания команды. В номерах Doctor Strange № 183 (ноябрь 1969), Sub-Mariner № 22 (февраль 1970) и The Incredible Hulk № 126 (апрель 1970). Доктор Стрэндж в команде с Нэмором и Халком защищали Землю от вторжения лавкрафтиан. Позже в сюжете впервые появляется Валькирия. Во второй серии номеров Sub-Mariner № 34 и № 35 (февраль и март 1971), Нэмор прибегает к помощи Серебряного Сёрфера для предотвращения потенциально опасного эксперимента по контролю за погодой (и параллельно спасти маленькое островное государство от диктатора) и Мстителей, которые действовали под неофициальным названием «Три Титана». Эти и две другие истории были напечатаны в первом томе Защитников Essential Defenders.
Защитники впервые собрались в качестве суперкоманды Marvel Marvel Feature № 1 (декабрь 1971), после чего остались работать в команде. После популярности пилотного номера Marvel Feature № 1, Marvel начала публиковать отдельную самодостаточную серию Защитники.
Самым известными членами Защитников были Доктор Стрэндж, Халк, Валькирия, Нэмор, Серебряный Сёрфер, Адская кошка. Многие другие известные супергерои работали с Защитниками и были их «неофициальными» членами. Среди таких были Соколиный Глаз, Люк Кейдж, Человек-Лёд, Архангел, Зверь и другие.
На данный момент последними членами являются: Доктор Стрэндж, Красная Женщина-Халк, Железный Кулак, Нэмор и Серебряный Сёрфер.

## Вне комиксов

### Телевидение
Marvel анонсировала телесериал «Защитники». В основной состав команды войдут Сорвиголова, Джессика Джонс, Люк Кейдж и Железный кулак, ранее получившие свои сольные одноимённые телесериалы. Показ будет осуществляться через потоковый видеосервис Netflix.